# بخش لوزان
بخش لوزان یکی از بخشهای ایالت وو  در کشور سوئیس است.